# Maćkowo (przystanek kolejowy)
Maćkowo – nieistniejący już przystanek osobowy w dawnej wsi Maćkowo, w gminie Resko w powiecie łobeskim, w województwie zachodniopomorskim, w Polsce. Został zbudowany w 1906 roku przez KPEV. W 1992 roku nastąpiło jego zamknięcie, a w 2012 roku jego likwidacja.